# 버뮤다의 코로나19 범유행
다음은 버뮤다의 코로나19 범유행에 대한 글이다.

## 연혁
3월 18일, 버뮤다의 첫 코로나19 확진 환자가 발견되었다.

## 같이 보기
- 북아메리카의 코로나19 범유행
- 나라별 코로나19 범유행